# Mittenothamnium macrodontium
Mittenothamnium macrodontium är en bladmossart som beskrevs av Jules Cardot 1913. Mittenothamnium macrodontium ingår i släktet Mittenothamnium och familjen Hypnaceae. Inga underarter finns listade i Catalogue of Life.